# Midsommar Stories
Midsommar Stories  ist ein deutscher Episodenfilm mit den Episoden „Himmelbett“, „Pax“, „Sabotage“, „Die Goblins kommen“ und „Am Rande“.

## Handlung
Der Episodenfilm beschreibt Menschen, motiviert von unterschiedlichen Emotionen, wobei bei allen das „Möbelparadies“ IKEA eine entscheidende Rolle spielt. Entwickelt wurde der Film von Studenten in der Abteilung für Dramaturgie und Stoffentwicklung der Münchener HFF unter der Leitung von Doris Dörrie.

### Episode: Sabotage
Nach einem sabotierten Fluchtversuch gelangt Jacqueline in eine DDR-Frauenhaftanstalt, wo sie unter der Leitung der Aufseherin bei menschenunwürdigen Haftbedingungen IKEA-Möbel produzieren muss.

### Episode: Pax
Karla verschwindet spurlos im IKEA-Wandschrank Pax. Ihr Vater Martin sucht sie im Wandschrank und kommt in einer IKEA-Filiale in Amerika an.

### Episode: Die Goblins kommen
Ein geheimnisvolles Mädchen schenkt Lilly auf einem IKEA-Parkplatz einen „Goblin“, ein skandinavisches Märchenwesen.

### Episode: Am Rande
Der Bauern und sein Sohn Edmund haben ihr Ackerland an eine IKEA-Filiale verloren und sind bei IKEA beschäftigt.

### Episode: Himmelbett
Lene hat Liebeskummer und beschließt ein neues Bett bei IKEA zu kaufen. Ein Ort, an dem Sehnsüchte und Erwartungen so heftig aufeinandertreffen, dass nur noch Singen und Tanzen hilft.

## Rezeption
Der Film wurde nur auf einigen Festivals aufgeführt:
- 33. Internationale Hofer Filmtage (Eröffnungsfilm Hof, 1999)
- 26. Internationales Filmwochenende (Würzburg, 2000)
- International Film Festival of Kerala (Indien, 2000)
- Cannes International Film Festivalmarket 2000 (Cannes, 2000)
- Maine International Film Festival (Maine, 2000)
- Sarasota Film Festival (Sarasota, 2001)
- Festival des Deutschen Films (Kapstadt/Pretoria, 2001)